# Заградье (Дзержинский район)
Загра́дье (бел. Загра́ддзе) — посёлок в составе Добринёвского сельсовета Дзержинского района Минской области Беларуси. Деревня расположена в 26 километрах от Дзержинска, 40 километрах от Минска и 24 километрах от железнодорожной станции Койданово.

## История
Застенок известен с конца XIX века, находился в Минском повете Минского воеводства Великого княжества Литовского В 1793 году, после второго раздела Речи Посполитой в составе Российской империи. В 1800 году — 1 двор, 3 жителя, владение Радзивиллов. 9 марта 1918 года в составе провозглашённой Белорусской Народной Республики, однако фактически находилась под контролем германской военной администрации. С 1 января 1919 года в составе Советской Социалистической Республики Белоруссия, а с 27 февраля того же года в составе Литовско-Белорусской ССР, летом 1919 года деревня была занята польскими войсками, после подписания рижского мира — в составе Белорусской ССР.
С 20 августа 1924 года в составе Добринёвского сельсовета Койдановского района Минского округа. 15 марта 1932 года Койдановский район преобразован в Койдановский польский национальный район, который 26 июня был переименован в Дзержинский.  31 июля 1937 года Дзержинский национальный полрайон был упразднён, деревня перешла в состав Минского района Минского округа, с 20 февраля 1938 года — в составе Минской области. 4 февраля 1939 года Дзержинский район был восстановлен. В 1926 году, по данным первой всесоюзной переписи в посёлке Заградье проживали 17 жителей, насчитывалось 6 дворов. В 1930 году был организован колхоз «Знамя коммуны».
В Великую Отечественную войну с 28 июня 1941 года до 7 июля 1944 года под немецко-фашистской оккупацией. В 1960 году насчитывалось 34 жителя. По состоянию на 2009 год в составе ОАО «ММК-Агро» (центр — д. Добринёво).

## Население
| Численность населения (по годам) | Численность населения (по годам) | Численность населения (по годам) | Численность населения (по годам) | Численность населения (по годам) | Численность населения (по годам) | Численность населения (по годам) | Численность населения (по годам) | Численность населения (по годам) | Численность населения (по годам) |
| 1926                             | 1960                             | 1991                             | 1999                             | 2004                             | 2010                             | 2017                             | 2018                             | 2020                             | 2022                             |
| -------------------------------- | -------------------------------- | -------------------------------- | -------------------------------- | -------------------------------- | -------------------------------- | -------------------------------- | -------------------------------- | -------------------------------- | -------------------------------- |
| 17                               | ↗ 34                             | ↘ 11                             | ↘ 8                              | ↗ 10                             | ↗ 12                             | ↘ 6                              | → 6                              | → 6                              | → 6                              |